# Сесар Вільянуева
Сесар Вільянуева Аревало (ісп. César Villanueva Arévalo; нар. 5 серпня 1946 року, Тарапото, Перу) — перуанський політик, прем'єр-міністр Перу з 31 жовтня 2013 року по 25 лютого 2014 року та з 2 квітня 2018 року.

## Біографія
Сесар Вільянуева народився в серпні 1946 року в провінції Сан-Мартін в її найбільшому місті Тарапото. Там же закінчив школу. Навчався в столиці країни Лімі в Національному університеті ім. Федеріко Віллареала.
З 1 січня 2007 року до кінця жовтня 2013 року він очолював регіон Сан-Мартін. Президент Перу Ольянта Умала 29 жовтня 2013 року запропонувала Сесар Вільянуева змінити чинного главу кабінету Хуана Хіменес Майора, який заявив про відставку. 31 жовтня 2013 року Вільянуева очолив уряд країни.
Наприкінці лютого 2014 року в кабінеті міністрів Перу стався скандал. Вільянуева з цієї причини 25 лютого залишив посаду голови уряду країни
Змінив його на цій посаді колишній міністр у справах житлового будівництва Рене Корнехо.
На початку 2018 року в Перу розгорівся найбільший політичний скандал викликаний тим, що президент помилував колишнього президента Альберто Фухіморі. Це стало причиною відставки в березні місяці чинного президента Педро Пабло КучинськийЙого змінив Мартін Віскарра який на початку квітня повернув на посаду прем'єр-міністра країни Вільянуева.